# Llista de reis d'Esparta
Els reis d'Esparta eren sempre dos, ja que era una diarquia i no una monarquia. Regnaven al mateix temps les dinasties euripòntida (o pròclida) i agíada. La font principal és Pausànias, que en dona llistes.

## Dinastia dels agíades[1]
- Eurístenes ? - c. 930 aC.
- Agis I c.930 aC - c. 900 aC.
- Equèstrat c. 900 aC - c. 870 aC.
- Labotas c. 870 aC - c. 840 aC.
- Dorís c. 840 aC - c. 820 aC.
- Agesilau I c. 820 aC - c. 790 aC.
- Arquelau c. 790 aC - c. 760 aC
- Tèlecle c. 760 aC - c.740 aC.
- Alcàmenes c. 740 aC - c. 700 aC.
- Polidor c. 700 aC - c. 665 aC.
- Eurícrates I c. 665 aC - c. 640 aC.
- Anaxandre c. 640 aC - c. 615 aC.
- Eurícrates II o Euricràtides c. 615 aC - c. 590 aC.
- Leont c. 590 aC - 560 aC.
- Anaxàndrides II c. 560 aC - c. 520 aC.
- Cleòmenes I c. 520 aC - c.490 aC.
- Leònidas I c.490 - 480 aC.
- Plistarc 480 - c.459 aC.
- Plistòanax c.459 - 444 aC.
- Pausànias 444 - 426 aC
- Plistòanax (segona vegada) 426 - 408 aC
- Pausànias (segona vegada) 408 - 395 aC.
- Agesípolis I 395 - 380 aC.
- Cleòmbrot I 380 - 371 aC.
- Agesípolis II 371 - 370 aC.
- Cleòmenes II 370 - 309 aC.
- Areu I 309 - 265 aC.
- Acròtat 265 - 262 aC.
- Areu II 262 - 254 aC.
- Leònidas II 254 - 243 aC.
- Cleòmbrot II 243 - 240 aC.
- Leònidas II 240 - 235 aC (segona vegada)
- Cleòmenes III 235 - 222 aC.

## Dinastia dels pròclides o euripòntides[2]
- Procles - c. 930 aC.
- Soos ? - c. 890 aC.
- Euripont c. 890 aC - c. 860 aC .
- Prítanis c. 860 aC - c. 830 aC.
- Polidectes c. 830 aC - c. 800 aC.
- Èunom d'Esparta c. 800 aC - c. 780 aC
- Carilau c. 780 aC - c. 750 aC.
- Nicandre c. 750 aC - c. 720 aC.
- Teopomp c. 720 aC - c. 675 aC.
- Anaxàndrides I c. 675 aC - c. 645 aC.
- Zeuxidam c. 645 aC - c. 625 aC.
- Anaxidam c. 625 aC - c. 600 aC.
- Arquidam I c. 600 aC - c. 575 aC.
- Agàsicles c. 575 aC - c. 550 aC.
- Aristó c. 550 aC - c. 515 aC.
- Demàrat c. 515 aC - c.491 aC.
- Leotíquides c.491 - 469 aC.
- Arquidam II 469 - 427 aC.
- Agis II 427 - 398 aC.
- Agesilau II 398 - 360 aC.
- Arquidam III 360 - 338 aC.
- Agis III 338 - 331 aC.
- Eudàmidas I 331 - c.305 aC.
- Arquidam IV c. 305 - c.275 aC.
- Eudàmidas II c. 275 - c.245 aC.
- Agis IV c. 245 - 241 aC.
- Euridàmidas 241 - 228 aC.
- Arquidam V 228 - 227 aC.
- Euclides 227 - 221 aC (Euclides fou de la branca agiada, Cleòmenes III va deposar el col·lega euripòntida i va posar a son germà al tron).

## Després de la batalla de Sel·làsia[3]
Derrotat Cleòmenes III a la batalla de Sel·làsia per Antígon III Dosó rei de Macedònia i la Lliga Aquea, el sistema espartà es va enfonsar i es va establir la república del 221 al 219 aC.
- Agesípolis III (Agíada) 219 - 215 aC
- Licurg (Euripòntida) 219 - 210 aC.
- Macànidas (tirà) 210 - 207 aC.
- Pèlops (Euripòntida) 210 - 206 aC
- Nabis (tirà usurpador) 206 - 192 aC.
- A la Lliga Aquea 192 aC.